# Euplexia roseola
Euplexia roseola är en fjärilsart som beskrevs av Felder 1874. Euplexia roseola ingår i släktet Euplexia och familjen nattflyn. Inga underarter finns listade i Catalogue of Life.